# Angel Witch (musikalbum)
Angel Witch är det brittiska metalbandet Angel Witchs debutalbum. Det släpptes 1980 på Bronze Records.

## Låtlista
Samtliga låtar skrivna av Kevin Heybourne.
1. "Angel Witch" – 3:24
2. "Atlantis" – 3:43
3. "White Witch" – 4:46
4. "Confused" – 2:51
5. "Sorcerers" – 4:14
6. "Gorgon" – 4:05
7. "Sweet Danger" – 3:05
8. "Free Man" – 4:43
9. "Angel of Death" – 4:51
10. "Devil's Tower" – 2:27

## Medverkande
Bandmedlemmar
- Kevin Heybourne – gitarr, sång
- Kevin Riddles – basgitarr, bakgrundssång, keyboard
- Dave Hogg – trummor, percussion

Produktion
- Martin Smith – musikproducent
- Mark Dearnley, Ashley Howe, John Gallen – ljudtekniker
- Jools Cooper, Nick Rogers – assisterande ljudtekniker